# Ньянасиха Ракване тхеро
Нянасиха Ракване тхера — ланкийский буддийский монах в традиции тхеравада и настоятель лесного монастыря Читтавивека. В 2003 году в возрасте 24 лет принял постриг под руководством достопочтенного трипитака ачарии Патекады Суманатиссы махатхеры из линии Сиам Никая Шри Рохана Паршавайя (Siam Nikaya Sri Rohana Parshavaya).

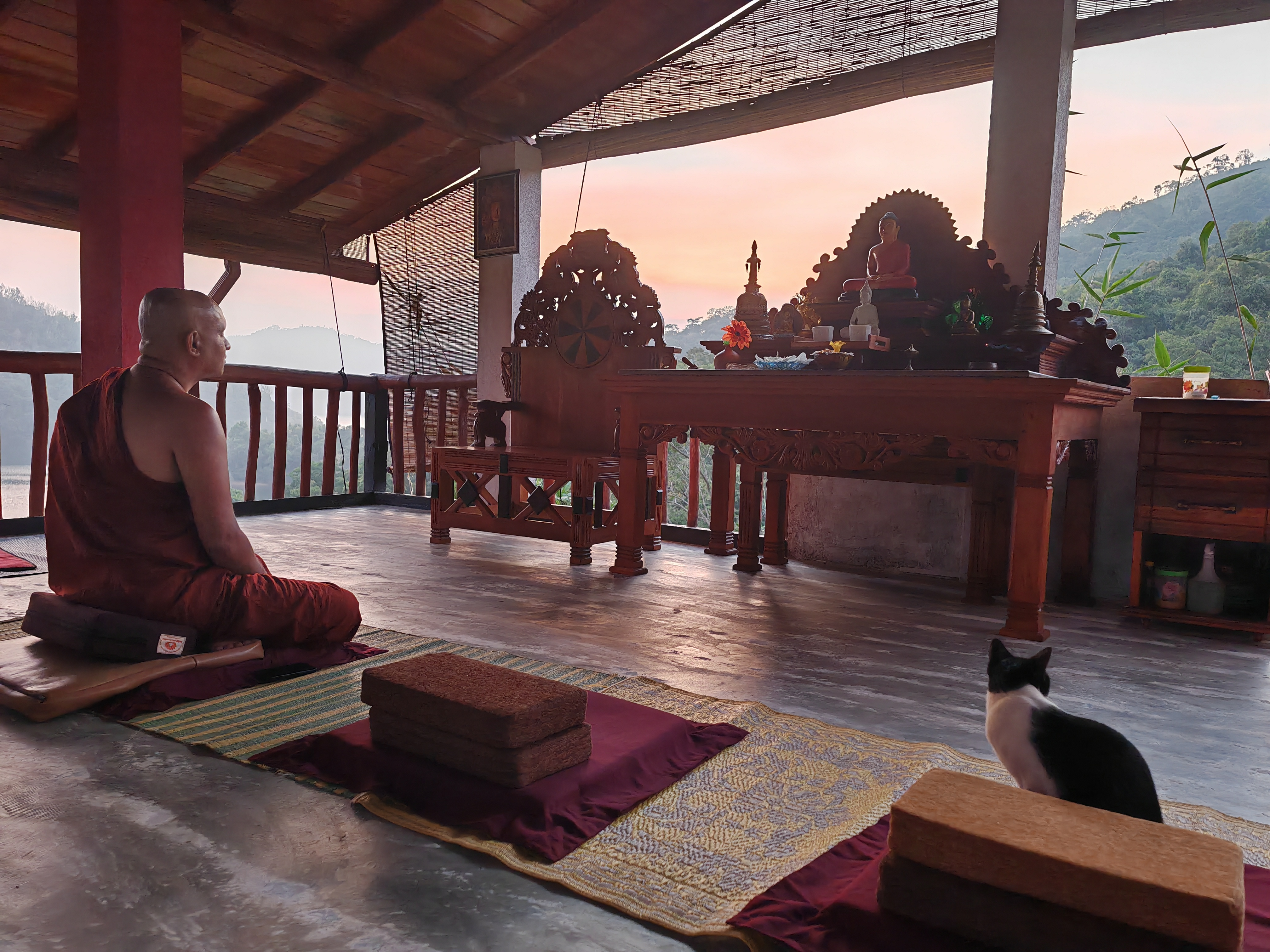
Бханте Нянасиха Ракване тхера перед алтарём монастыря Читтавивека

С 2008 по 2013 годы годы бханте при поддержке достопочтенного саду Паллекандде Ратнасары махатхеры обучался в России в Университете Дружбы Народов в Москве, где получил степень бакалавра по филологии русского языка. В 2015 году завершил магистратуру по тому же направлению в Калмыцком государственном университете.В 2018 году бханте основал монастырь Читтавивека и к 2024 году девять из 12 учеников-монахов монастыря были русскоязычными. С 2019 года бханте проводит на Шри-Ланке медитационные затворы для русскоязычных буддистов.
Бханте поддерживает связь с русскоязычными буддистами, регулярно посещает Россию, где даёт учения и проводит затворы. В июле 2023 года по приглашению администрации Центрального хурула Калмыкии бханте провёл учения в Элисте. В том же месяце в Московском храме «Тубден Шедублинг» он прочитал лекции по буддийской медитации.
Бханте является автором книги «Bhāvanā — искусство ума» (издана на русском и английском языках). Его лекции (в том числе под именем «Нянасиха») можно найти на YouTube и в сети интернет.